# کنی آچسون
کِنت هنری آچسون (انگلیسی: Kenneth Henry Acheson؛ زادهٔ ۲۷ نوامبر ۱۹۵۷ در کوکزتاون، ایرلند شمالی) رانندهٔ سابق مسابقات اتومبیل‌رانی اهل بریتانیا است که با تیم رام در فصل‌های ۱۹۸۳ و ۱۹۸۵ از مسابقات جهانی فرمول یک شرکت کرده‌است. او از میان سه شروع خود در مسابقات، تنها مسابقهٔ جایزه بزرگ آفریقای جنوبی ۱۹۸۳ را در مقام دوازدهم به پایان رسانده‌است. او در سال ۱۹۸۵ او جایگزین مانفرد وینکلهک شد که در طول فصل در یک مسابقهٔ خودروی اسپورت کشته شده‌بود.

## نتایج کامل در فرمول یک
(کلید)
| سال   | شرکت‌کننده                 | شاسی        | موتور       | ۱     | ۲          | ۳          | ۴          | ۵      | ۶       | ۷       | ۸        | ۹             | ۱۰         | ۱۱         | ۱۲         | ۱۳           | ۱۴         | ۱۵               | ۱۶       | ق.ر.ج. | امتیاز |
| ----- | ------------------------- | ----------- | ----------- | ----- | ---------- | ---------- | ---------- | ------ | ------- | ------- | -------- | ------------- | ---------- | ---------- | ---------- | ------------ | ---------- | ---------------- | -------- | ------ | ------ |
| ۱۹۸۳  | رام اتومتیو تیم مارچ      | رام مارچ ۰۱ | کازوورث وی۸ | برزیل | غرب آمریکا | فرانسه     | سان مارینو | موناکو | بلژیک   | دیترویت | کانادا   | بریتانیا ع.ص. | آلمان ع.ص. | اتریش ع.ص. | هلند ع.ص.  | ایتالیا ع.ص. | اروپا ع.ص. | آفریقای جنوبی ۱۲ |          | ر.ن.   | ۰      |
| ۱۹۸۵  | تیم فرمول یک اسکوال بندیت | رام ۰۳      | هارت ۴ خطی  | برزیل | پرتغال     | سان مارینو | موناکو     | کانادا | دیترویت | فرانسه  | بریتانیا | آلمان         | اتریش ب.   | هلند ع.ص.  | ایتالیا ب. | بلژیک        | اروپا      | آفریقای جنوبی    | استرالیا | ر.ن.   | ۰      |
| منبع: |                           |             |             |       |            |            |            |        |         |         |          |               |            |            |            |              |            |                  |          |        |        |